# 贝莱普
贝莱普（法語：Bélep，發音：[belɛp]）是法国海外特殊集体新喀里多尼亞北部省的市镇，领土涵盖同名群岛，面积69.5平方千米，2019人口为867人。

## 地理
贝莱普（19°44'0.0"S, 163°40'0.0"E）面积69.5平方千米，位于法国海外特殊集体新喀里多尼亞。
由于贝莱普领土为海洋中的一组群岛，故不与任何市镇接壤。
贝莱普的时区为UTC+11:00。

## 行政
贝莱普的邮政编码为98811，INSEE市镇编码为98801。

## 政治
贝莱普的现任市长为让-巴蒂斯特·穆瓦卢（Jean-Baptiste Moilou）先生，任期为2020-2026年。

## 人口
贝莱普于2019时的人口数量为867人。